# Sam Ellis
Sam Ellis, född 23 juni 1982 i Barnsley, är en brittisk friidrottare (medeldistans). Han vann brons vid EM 2006.

## Personbästa
Ellis satte sitt personbästa på 800 m den 10 juni 2006 i Watford. Hans näst snabbast tid genom tiderna på 800 m är 1.46,64, som han satte i finalen i Göteborg på 800 m vid EM 2006.

### Utomhus
- 200 m - 22,20 (13 maj 2000, Cudworth)
- 400 m - 47,61 (6 maj 2002, Bedford)
- 800 m - 1.45,67 (10 juni 2006, Watford)
- Spjut - 55,41 (31 juli 2004, Cudworth)
- Höjdhopp - 1,93 (27 september 1998, Grimsby)

### Inomhus
- 400 m - 48,48 (29 januari 2006, Sheffield)
- 600 m - 1.18,48 (26 november 2005, Sheffield)
- 800 m - 1.49,33 (19 februari 2005, Sheffield)